# Praefaunala strigillata
Praefaunala strigillata är en fjärilsart som beskrevs av Gustav Weymer 1911. Praefaunala strigillata ingår i släktet Praefaunala och familjen praktfjärilar. Inga underarter finns listade i Catalogue of Life.